# John Wayne (dal)
A John Wayne Lady Gaga amerikai énekesnő dala, amely a 2016-os Joanne című ötödik nagylemezén jelent meg. A számot Gaga Mark Ronsonnal és BloodPoppal közösen írta és készítette, míg Josh Homme további szerzőként működött közre, valamint gitáron is játszott a dalban. A John Wayne egy pop-rock dal, amely a country, a diszkó, a funk és a house zenei elemeit ötvözi. A címét John Wayne amerikai színészről kapta, aki western filmekben betöltött szerepeiről ismert. A dalszöveg Gaga romantikus vágyáról szól egy vad, munkásosztálybeli férfi iránt, valamint kannabisz fogyasztásáról. Egyes kritikusok úgy vélték, hogy a szám Gaga kapcsolatát ábrázolhatja ex-vőlegényével, Taylor Kinney-vel.
A kritikusok kiemelték a John Wayne játékos, ironikus dalszövegeit, de néhányan bírálták a zenei kompozíciót. A dal felkerült a magyar és a brit kislemezlistára, illetve az amerikai Billboard Dance Club Songs listára is. A dalhoz készült videóklipet Jonas Åkerlund rendezte, és 2017. február 8-án jelent meg az Apple Music platformján. A klip egy történetet folytat, amely a Perfect Illusion és a Million Reasons című kislemezek videóival kezdődött, és különböző akciódús jelenetekben mutatja be Gagát. A videó pozitív fogadtatásban részesült, mivel visszaidézte Gaga korábbi videoklipjeinek hangulatát, és dicsérték, amiért különböző akciófilmekből merített inspirációt. Gaga előadta a John Wayne-t a 2016-os Victoria′s Secret Fashion Show-n, a 2017-es Coachella Fesztiválon, valamint az énekesnő Joanne World Tour (2017–2018) elnevezésű koncertsorozatán is.

## Felvételek és kompozíció
Lady Gaga a John Wayne-t négy különböző helyszínen vette fel az Egyesült Államokban. A felvételek a malibui Shangri-La Studiosban kezdődtek Joshua Blair közreműködésével, David Covell asszisztálásával. A dal további részeit a kaliforniai Burbankban található Pink Duck Studiosban rögzítették Justin Smith közreműködésével. A felvételek folytatódtak a New York-i Electric Lady Studiosban, ahol Barry McCready segédkezett, majd a malibui Dragonfly Recording Studiosban zárultak, Charley Pollard közreműködésével. A dalt Tom Elmhirst keverte az Electric Lady Studiosban, Joe Visciano és Brandon Bost segítségével. Egyéb közreműködők között volt Mark Ronson, aki basszusgitáron és gitáron játszott, BloodPop, aki a ritmussávot és a szintetizátorokat dolgozta fel, valamint Josh Homme, aki dobokon és gitáron játszott. Homme egy gitárbetétet adott hozzá a dalhoz, miután Ronson felkereste őt.

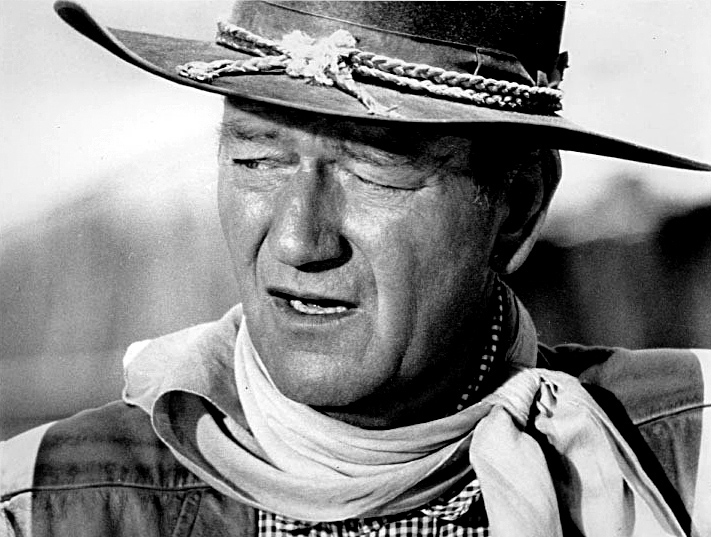
John Wayne amerikai színész, a dal névadója, 1961-ben

A John Wayne B-mollban íródott és 92-es percenkénti leütésszámmal rendelkezik. Gaga énekhangja az A4-től 6-ig terjed, a dal akkordmenete pedig B5–A5–E–B5–A5 sorrendet követ. A szám pop-rock műfajú, de más stílusok is hatottak rá, köztük a country, a diszkó, a funk és a house. Mikael Wood, a Los Angeles Times kritikusa szerint nehéz pontosan meghatározni a dal műfaját, mert az "fémes Euro-house szintiket, lassított funk dobokat és Nashville-stílusú basszusvonalat" kombinál. A dal ironikus dalszövege egy cowboyra utal a nyitó versszakban: „I just love a cowboy, I know it's bad, but I'm, like, can I just hang off the back of your horse and can you go a little faster?” (Egyszerűen imádom a cowboyokat. Tudom, hogy nem helyes, de úgy érzem, bárcsak felkapaszkodhatnék a lovad hátára, és száguldhatnánk egy kicsit gyorsabban?)
A dalszöveg utal a kannabisz fogyasztására és a republikánus államokból származó munkásosztálybeli férfiakkal való kapcsolatokra, szembeállítva a nagyvárosi férfiakkal. Egy interjúban Zane Lowe-nak a Beats 1 című műsorban Gaga elárulta, hogy a John Wayne megírásakor a vad férfiak hajszolásának állandó vágyát vizsgálta, és hogy miért un rá újra és újra "ugyanarra a Johnra". A dal címét John Wayne-ről, a westernfilmekben világhírnevet szerzett színészről kapta. Sabienna Bowman, a Bustle magazin szerzője úgy vélte, hogy bár Wayne-nek nincs közvetlen kapcsolata Gagával, filmjei tökéletes metaforaként szolgálnak a dal főszereplőjéhez és a vad férfiak iránti vágyához. Rob Sheffield a Rolling Stone-tól a John Wayne dalszövegét Paula Cole 1996-os Where Have All the Cowboys Gone? című dalával hasonlította össze; utóbbiban Cole azt kérdezi: „Hol van az én John Wayne-em?” Andrew Unterberger a Billboardtól azt feltételezte, hogy a dalszöveg egyik sora: „He called, I cried, we broke” (Hívott, sírtam, szakítottunk), Gaga és vőlegénye, Taylor Kinney szakítására utalhat. A Bustle újságírója, S. Atkinson úgy találta, hogy a dal egy "heves, kudarcra ítélt kapcsolatot" mutat be, amely összevethető Gaga és Kinney viszonyával; véleménye szerint a dal Kinney-ről szól, annak ellenére, hogy ő sem munkásosztálybeli, sem republikánus államból származó férfi.

## Kritikusi fogadtatás

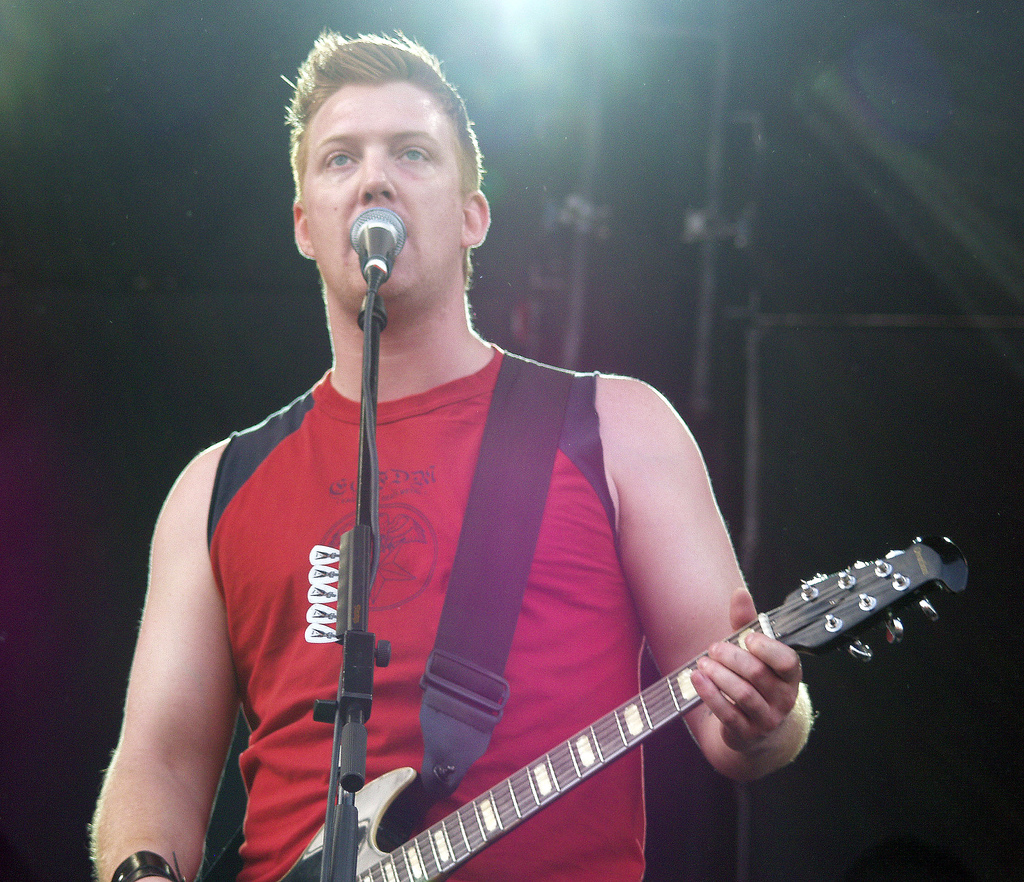
A John Wayne társszerzője Josh Homme volt, aki a dalban dobon és gitáron is játszott

Az énekesnő Joanne albumáról írt kritikájában Spencer Kornhaber, a The Atlantic írója azt írta, hogy a John Wayne zenei iránya mutatja, merre haladhatott volna az album Gaga western műfaj iránti rajongásának jegyében. Hozzátette: „Amikor a dal elején azt üvölti, hogy 'menj GYORSABBAN!', az az album kevés példáinak egyike arra, hogy Gaga azt csinálja, amiért híressé vált: az extrém dolgokat dicsőíti.” Hasonló véleményen volt Andy Gill a The Independenttől, aki úgy találta, hogy a Joanne rockosabb hangzása a legjobban a John Wayne és az A-Yo című dalokban működik. Gill szerint Homme "karcos riffjei és kreatív vezérdallamai" a dalokat az album csúcspontjaivá teszik. Maeve McDermott a USA Today-től azt írta, hogy Gaga bizonyítja, hogy képes olyan popdalokat készíteni, amelyek illenek a Joanne country-sabb irányvonalához, és ezt az egyensúlyt a John Wayne és a Diamond Heart című dalokban éri el leginkább. Ezeket „stadionméretű számoknak” nevezte, amelyek a Super Bowl félidei show-jára íródhattak.
Daniel Welsh, a HuffPost kritikusa pozitívan értékelte a dalt, a „Joanne egyik fontosabb pillanatának” és üdítő változatosságnak nevezve. Welsh szerint a John Wayne kiemelkedik az albumon, és méltatta Gaga ironikus dalszöveg-utalásait. Sal Cinquemani a Slant Magazine-től úgy vélte, hogy Gaga ahogy a „munkásosztálybeli férfiakat »vörös állami kincsekként« fetisizálja” a John Wayne-ben, azt ugyanolyan magabiztossággal teszi, mint ahogy a The Fame Monster Teeth című dalában hallhattuk.
Mike Schiller a PopMatterstől negatívan értékelte a dalt, 4/10-es pontszámot adva rá, mondván, hogy „rengeteg energiája van”, de dallama egyáltalán nem emlékezetes. Ugyanezen oldal kritikusa, Scott Zuppardo elutasítóan nyilatkozott, azt írva: „Gaga újabb rágógumi popot csinál, milyen meglepő!” Bobby Finger a Jezebeltől „bohókásnak” nevezte a számot, míg Anna Gaca a Spintől „túlzsúfoltnak” írta le. Greg Kot a Chicago Tribune-től a dalt „cikinek” nevezte, és „rodeós rosszfiúkról” szóló klisék halmazának titulálta. Mathew Rodriguez, a Mic írója szerint a dal Miley Cyrus 2013-as 4x4 című számának újrahasznosítása, amely „megmutatja, mennyire kényelmetlenül érzi magát Gaga az új személyiségében.” A Time Out magazinban közölt kritikában azt írták, hogy a John Wayne túlságosan szó szerint értelmezi a Joanne country témáját, és bírálták a címválasztást. Eoin Hanlon a Contactmusic.com-tól pedig úgy vélte, hogy a John Wayne és a Joanne másik dala, a Come to Mama, „valószínűleg Gaga valaha kiadott legrosszabb dalai közé tartoznak.”

## Videóklip

### Kidolgozás és történet
A dalhoz készült videóklipet Jonas Åkerlund rendezte, és 2017. február 8-án debütált az Apple Music platformján. Gaga korábban már dolgozott Åkerlunddal a 2009-es Paparazzi  és a 2010-es Telephone videóklipjein, és úgy érezte, ismét együtt szeretne dolgozni vele. A John Wayne-t tökéletesnek tartotta ahhoz, hogy közösen dolgozzanak rajta. Gaga így nyilatkozott: „[Åkerlund] pontosan átérezte, milyen képek élnek bennem erről a dalról – például hogy leesem egy lóról, de mégis kapaszkodom tovább és élvezem az egészet, vagy hogy egy sráccal ülök egy kocsiban, és együtt száguldozunk, hogy megmutassuk, milyen vad és féktelen tud lenni a szerelem. Filmes szemlélettel dolgozik, mégsem felejti el, hogy ez végső soron egy videóklip.”
A klipet a Serial Pictures produkciós cég készítette, az ügyvezető producer Violaine Etienne volt, akit Scott Pourroy és Michel Waxman segítettek. Åkerlund első rendezőasszisztense Andy Coffing volt. A stáb további tagjai között volt Par Ekberg operatőr, Emma Fairley látványtervező, Matt Nee vágó, valamint a Chimney Pot volt felelős a posztprodukciós munkákért.
A John Wayne klipje a Million Reasons videójának folytatása. Gaga a Joanne-korszakának jellegzetes öltözékét viseli: egy halvány rózsaszín öltönyt és hozzáillő cowboykalapot. Nem sokkal a klip kezdete után leveti ezt az öltözéket, és egy sokkal merészebb, cowgirl-stílusú ruhára vált. A klip autóval és motorral száguldozós jelenetekkel folytatódik, miközben Gaga különféle, extravagáns díszletek között énekel és táncol. A videó végén Gaga combközépig érő csizmájának sarkait fegyverként használva lövöldözni kezd. Az énekesnő a legtöbb jelenetben maga végezte a kaszkadőrmutatványokat, például magassarkú cipőben ugrott le egy teherautó tetejéről.

### Fogadtatás és elemzés
Több kritikus is megjegyezte, hogy a videóklip hasonlít Gaga korábbi munkáira. Hunter Harris, a New York magazin írója szerint a klip „olyan, mintha Gaga The Fame Monster vagy Born This Way (2011) korszakából származna.” Andrew Unterberger a Billboardtól úgy vélekedett, hogy a John Wayne videóklipje olyan, mint a Telephone klipje, „ha a Grindhouse dupla filmet választotta volna elsődleges Tarantino-hatásként a Született gyilkosok helyett.” Kaitlyn Tiffany a The Verge-től úgy találta, hogy a videó „egy teljes B-kategóriás film kevesebb mint három percben.” Úgy vélte, a klipet az 1980-as évek szörnyfilmjei, a Mad Max (1979) akciófilm, valamint John Wayne cowboyfilmjei ihlették. Tiffany a táncjeleneteket Michael Jackson Thriller (1984) című klipjéhez hasonlította, míg egy másik író, Lizzie Plaugic azt ajánlotta, hogy különösen érdemes megnézni a videó végét, ahol az összes jelenet össze van mosva.
Amy Phillips a Pitchforktól azt írta, hogy a klip „visszatérés a régi Gaga-videók szemtelen, szórakoztató maximalizmusához,” és hozzátette: „Van benne autós üldözés, rengeteg tűz, robbanás, őrült jelmezek és poénok. Egy ponton Gaga a magassarkú cipőjéből kezd lövöldözni.” Raisa Bruner, a Time magazintól, úgy jellemezte a klip tartalmát, mint „visszatérést a Gaga csúcspontjához”: „sokkoló jelmezek, féktelen csoportos koreográfia és túlzó kaszkadőrmutatványok a maximális vizuális hatás érdekében.” Pozitívan értékelte a rendezést: „Gaga és Åkerlund nem félnek kényelmetlenséget kelteni a nézőben, és játszani az erőszak és a szenvedély romboló hatásaival, ami jól illik a dal mazochizmusához.” Anna Gaca a Spin-től így írt a klipről: „Ez a Jonas Åkerlund rendezte acid-horror western egy pokoli utazás négy keréken – tele neonfényekkel, vámpíros megjelenésekkel és »professzionális sofőr zárt pályán« típusú kaszkadőrmutatványokkal.” Gaca szerint a videó még a dalnál is „túlzsúfoltabb”. A klipet a 2017-es Clio Awards díjátadón az ezüst díjjal jutalmazták a videoklipek kategóriájában.

## Élő előadások

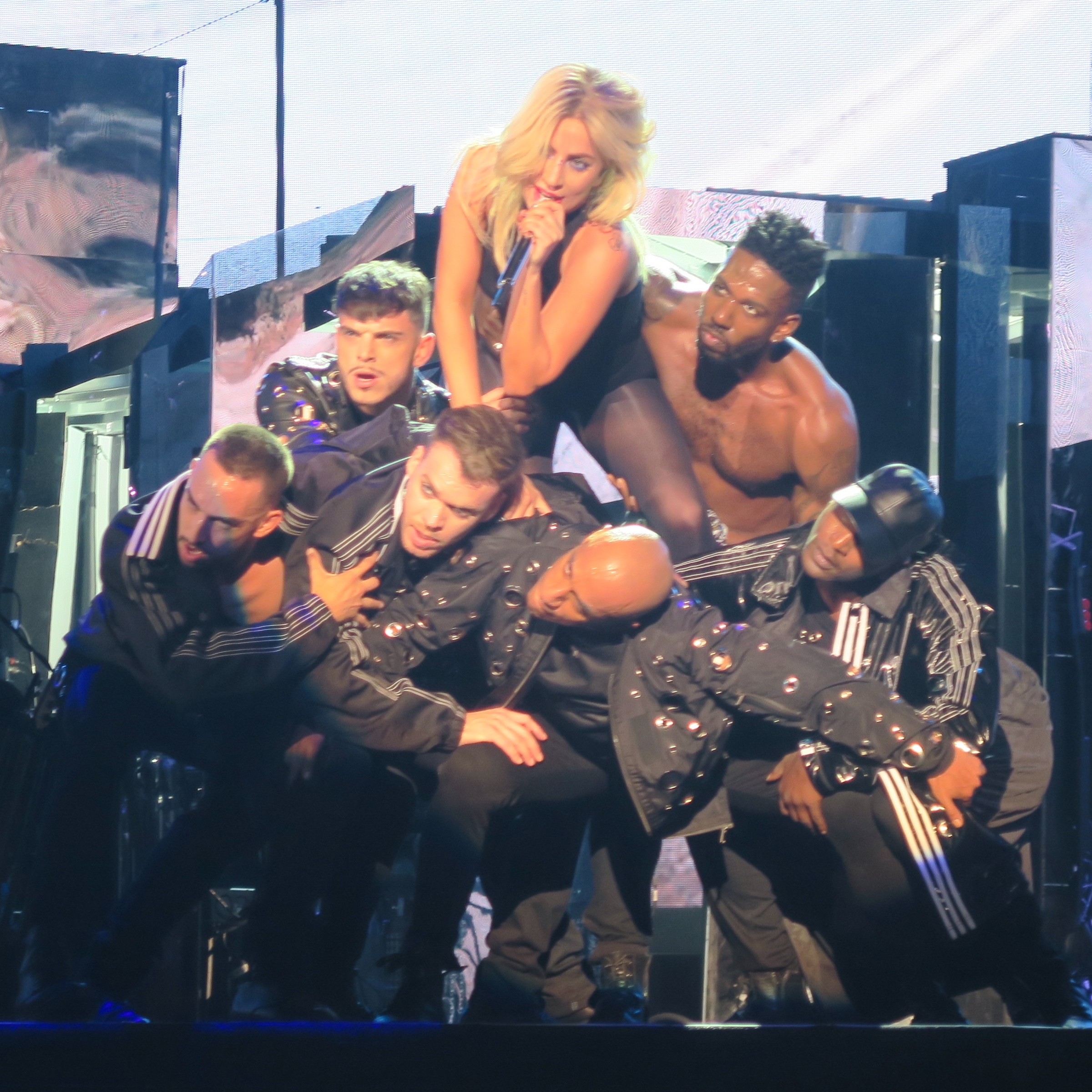
Gaga a John Wayne előadása közben a 2017-es Coachella Fesztiválon

Gaga először 2016 októberében adta elő élőben a John Wayne-t a Satellite bárban, amely az amerikai kis bárokat érintő Dive Bar Tour harmadik állomása volt. Ez az énekesnő rövid promóciós turnéja volt az Egyesült Államokban, amivel a Joanne-t népszerűsítette. Következő előadására 2016 novemberében került sor a Victoria’s Secret Fashion Show-n, ahol az A-Yo című dallal együtt adta elő a számot. Az előadás során Gaga egy csillogó, fekete body-t viselt, amelyet egy nagy bőröv, magas platformcipő és egy Swarovski kristályokkal díszített fekete kalap egészített ki. Az előadás végéhez közeledve két nő lépett a színpadra, és egy fehér bőrkabátot adtak az énekesnőre, amelyhez angyalszárnyakra emlékeztető fehér tollak voltak rögzítve. A szárnyak kitárultak, amikor Gaga végigsétált a kifutón az előadás zárásakor.
2017-ben a Coachella Fesztiválon is előadta a John Wayne-t, amelyet az összes „veszélyes férfinak” ajánlott, akik zenei fesztiválokra járnak. A Joanne World Tour (2017–2018) című koncertsorozata során a dal az első jelmezváltás után került előadásra. Ezt megelőzte egy videós intermezzo, amelyben Gaga egy vintage autót vezetett, miközben rózsaszín port kavart fel. A klip után Gaga fekete, rojtos, Alexander Wang által tervezett bőrruhában tért vissza a színpadra, amelyet fekete cowboykalap és térdig érő csizma egészített ki. Az előadás hátterében lángszórók kísérték őt és a táncosait, tüzet lövellve a magasba.

## Közreműködők listája és menedzsment
Management
- Stefani Germanotta P/K/A Lady Gaga (BMI) Sony ATV Songs LLC / House of Gaga Publishing, LLC / BIRB Music (ASCAP)
- Minden jogot a BMG Rights Management kezel / Songs of Zella (BMI)
- Felvételek: Shangri-La Studios, Dragonfly Recording Studio (Malibu, Kalifornia), Pink Duck Studios, (Burbank, Kalifornia), Electric Lady Studios (New York City)
- Hangkeverés: Electric Lady Studios (New York City)
- Maszterelés: Sterling Sound Studios (New York City)

Közreműködők
- Lady Gaga – vokál, producer
- Joshua Blair – hangfelvétel
- BloodPop – ritmus sáv, szintetizátor, producer
- Brandon Bost – keverési asszisztens
- David Covell – hangfelvételi asszisztens
- Tom Elmhirst – keverőmérnök
- Josh Homme – dobok, gitár
- Barry McCready – hangfelvételi asszisztens
- Charley Pollard – hangfelvételi asszisztens
- Mark Ronson – basszusgitár, gitár, producer
- Justin Smith – hangfelvételi asszisztens
- Joe Visciano – keverési asszisztens

A dal közreműködőinek listája a Joanne albumfüzetéből származnak.

## Slágerlistás helyezések
| Slágerlista (2016–2017)                      | Legjobb helyezés |
| -------------------------------------------- | ---------------- |
| Egyesült Királyság (Official Charts Company) | 180              |
| Magyarország (Single Top 40)                 | 34               |
| USA Dance Club Songs (Billboard)             | 52               |

## Minősítések és eladások
| Régió                                                            | Minősítés | Eladott példányszám |
| ---------------------------------------------------------------- | --------- | ------------------- |
| Brazília (Pro-Música Brasil)                                     | arany     | 30 000‡             |
| ‡ Eladási+streaming példányszámok kizárólag a minősítés alapján. |           |                     |

## Fordítás
- Ez a szócikk részben vagy egészben  a   John Wayne (song) című angol Wikipédia-szócikk fordításán alapul.  Az eredeti cikk szerkesztőit annak laptörténete sorolja fel. Ez a jelzés csupán a megfogalmazás eredetét és a szerzői jogokat jelzi, nem szolgál a cikkben szereplő információk forrásmegjelöléseként.

## Külső hivatkozások
- John Wayne (videóklip). YouTube
- A-Yo / John Wayne medley. YouTube